# Concepción Ocaña Sánchez
Concepción Ocaña Sánchez (Almeria, 7 de setembre de 1912 - Cuernavaca, Mèxic, 4 d'octubre de 1990) fou una mestra racionalista i militant anarquista, també coneguda com a Igualdad Ocaña Sánchez, vinculada a l'Hospitalet de Llobregat i Mèxic, exiliada del franquisme.

## Biografia

### Relacions familiars
Filla i germana de pedagogs anarquistes que provenien d'Almeria. Igualdad, amb 12 anys, va viure amb la seva família a Masamet (Occitània) i poc després a París, on s'estarien alguns anys. Ella i els seus germans van ser escolaritzats a la capital francesa i van llogar dos apartaments perquè no cabien en un de sol.
Abans d'arribar a la Torrassa, la família havia viscut a Cartagena. De tarannà progressista, lliurepensador i llibertari, la família estava formada per la parella, Antonio i Carmen, pares de Salvador (1906), Fraterna (1908), Igualdad (1912), Alba (1914), Natura (1917), Libertad (1920), Floreal (1923) i Armonía (1925), a més dels avis i un oncle, Paco (1904), que havia quedat sol en morir els seus pares. El pare de família era constructor de pous i emigrà a Barcelona per buscar feina; per això alguns dels seus fills nasqueren aquí. D'idees anarcosindicalistes, publicà alguns treballs a la premsa. Detingut i deportat a la Mola (Menorca) i empresonat a Montjuïc durant la Dictadura de Franco, havia tingut càrrecs de responsabilitat al Sindicat de la Construcció de la CNT i va haver de fugir a França per la repressió.
El company d'Igualdad fou Severino Campos Campos (1905), militant anarquista, que també treballava a la comuna pedagògica familiar. Redactor d'Ideas. Portavoz del Bajo Llobregat durant el període 1936-1939, va dur a terme una tasca propagandística important.

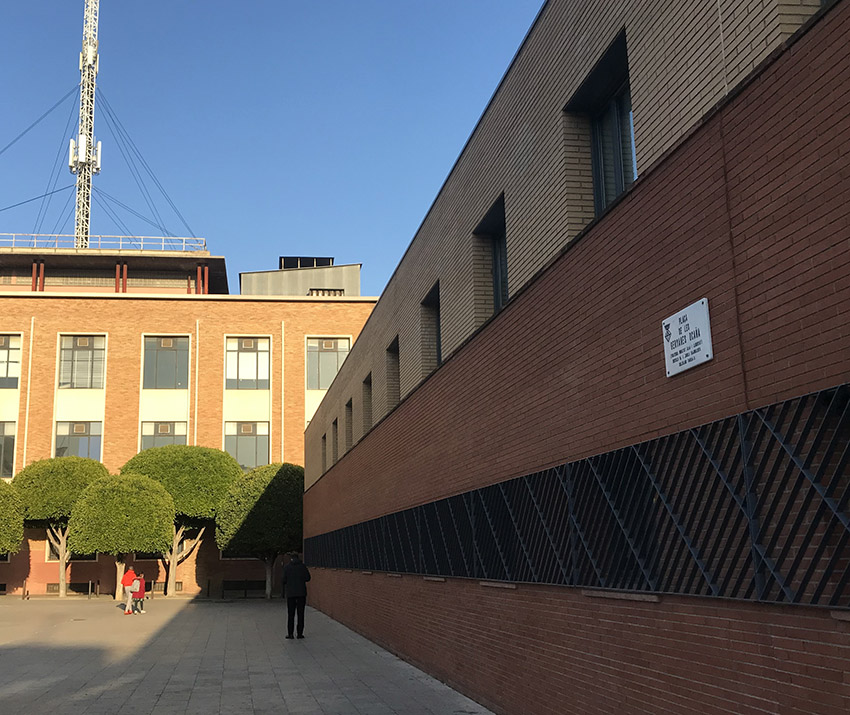
Plaça a Collblanc dedicada a Fraterna, Igualtat, Alba i Llibertat Ocaña, mestres de l'Escola Racionalista de l'Hospitalet

### L'Hospitalet de Llobregat
El 1931, amb la proclamació de la Segona República i després de vuit anys d'exili francès, la família es traslladava a l'Hospitalet de Llobregat, al barri de la Torrassa, on fundarien una Escola Moderna, seguint el model proposat per Ferrer i Guàrdia el 1901 a Barcelona. Igualdad treballava a l'escola i també feia de cosidora a casa per mantenir la família. El 1931 fou nomenada vocal del Sindicat d'Arts Gràfiques de Barcelona de la CNT. En aquests anys formà part també del grup anarquista Amor i Voluntat.
En aquest context, Igualdad i les seves germanes desenvoluparen una tasca pedagògica important, ja que incorporaren els ensenyaments apresos a França i les vocacions musicals, literàries i artístiques que ja havien començat a treballar. La seva contribució seria molt important, ja que l'escola de la família Ocaña va ser una de les que impulsaren les activitats a l'aire lliure, l'ensenyament musical, que estava a càrrec de la germana Natura, i el treball per objectius a l'ensenyament.
Aquesta escola fou anomenada Escola Moderna de la Torrassa i estava situada a la Riera Blanca cantonada amb la Ronda de la Torrassa. Als jardins, amb arbres fruiters, hi havia fins i tot un hort escolar. L'escola va voler mantenir la seva independència respecte als sindicats anarquistes i no va acceptar ni subvencions ni aportacions. Tot i així va formar part de la Federació d'Escoles de Catalunya i es va integrar al Consell de l'Escola Nova Unificada (CENU). Va arribar a tenir dues seus i prop de 400 alumnes.

### Exili
El gener de 1939 tota la família va haver de marxar novament cap a França, aquest cop a l'exili,  i, després de moltes penúries i retrobaments, Igualdad i el seu company Severino van marxar cap a Santo Domingo, després a Panamà, per acabar a Mèxic amb el seu fill Helenio.
El 1975, a la mort del dictador Franco, la parella va tornar a Catalunya per continuar la seva militància i ella va col·laborar en diferents publicacions periòdiques llibertàries, com Solidaridad Obrera. Des d'aleshores, i fins a la seva mort, van residir de manera intermitent entre Barcelona i Mèxic.
L'arxiu personal de la família Campos-Ocaña va ser dipositat a la Fundació Anselmo Lorenzo de Madrid.  